# Deutsche Werkstätten Hellerau

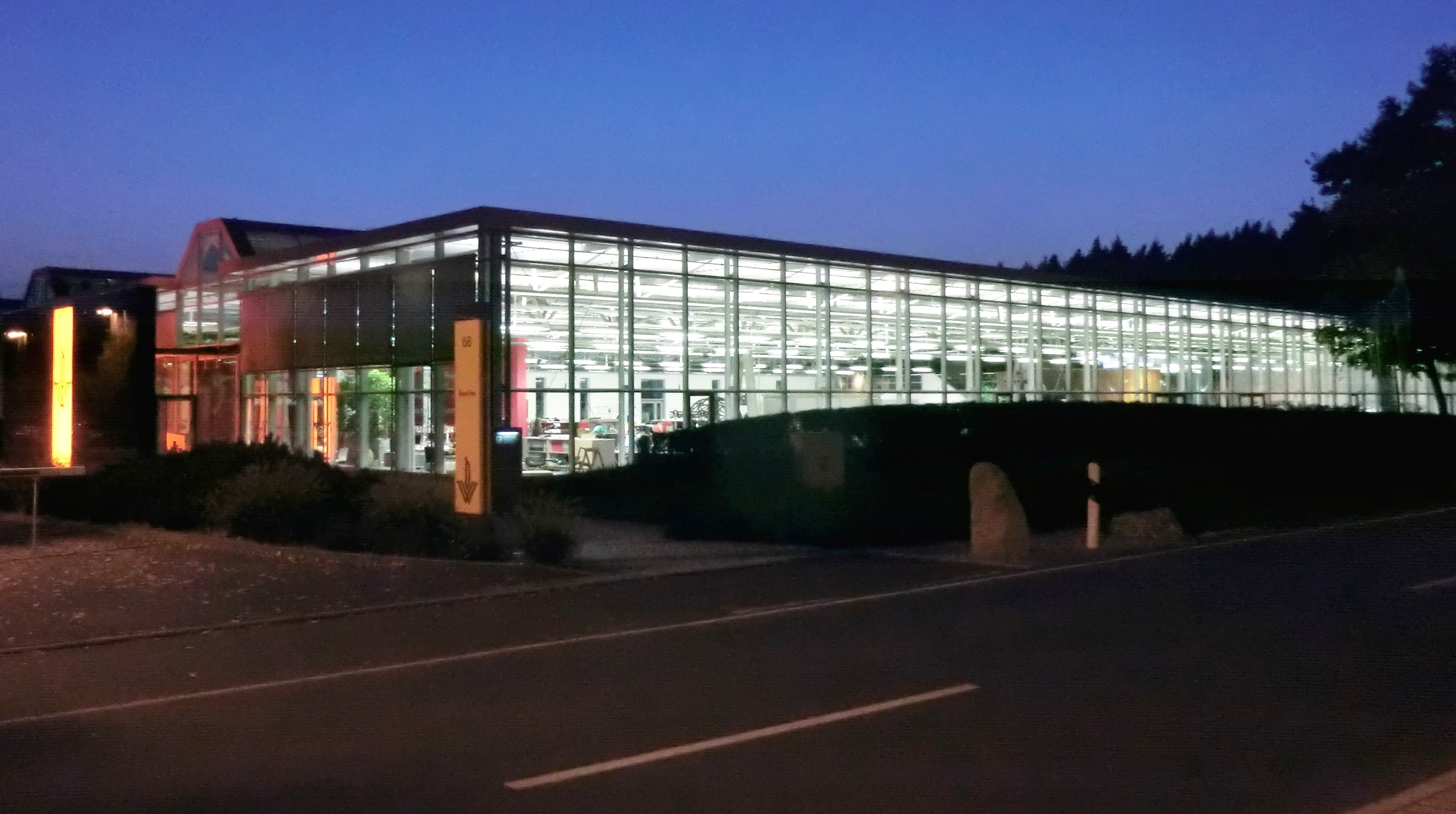
Fabriksbyggnaden för Deutsche Werkstätten Hellerau, oktober 2014.

Deutsche Werkstätten Hellerau är en medelstor möbelproducent verksam i Hellerau i Dresden. Företaget bildades 1898 och hörde kring sekelskiftet 1900 till en av Tysklands främsta producenterna av möbler formgivna av kända konstnärer. Redan 1903 tillverkade man monterbara möbler.

## Företagshistorik

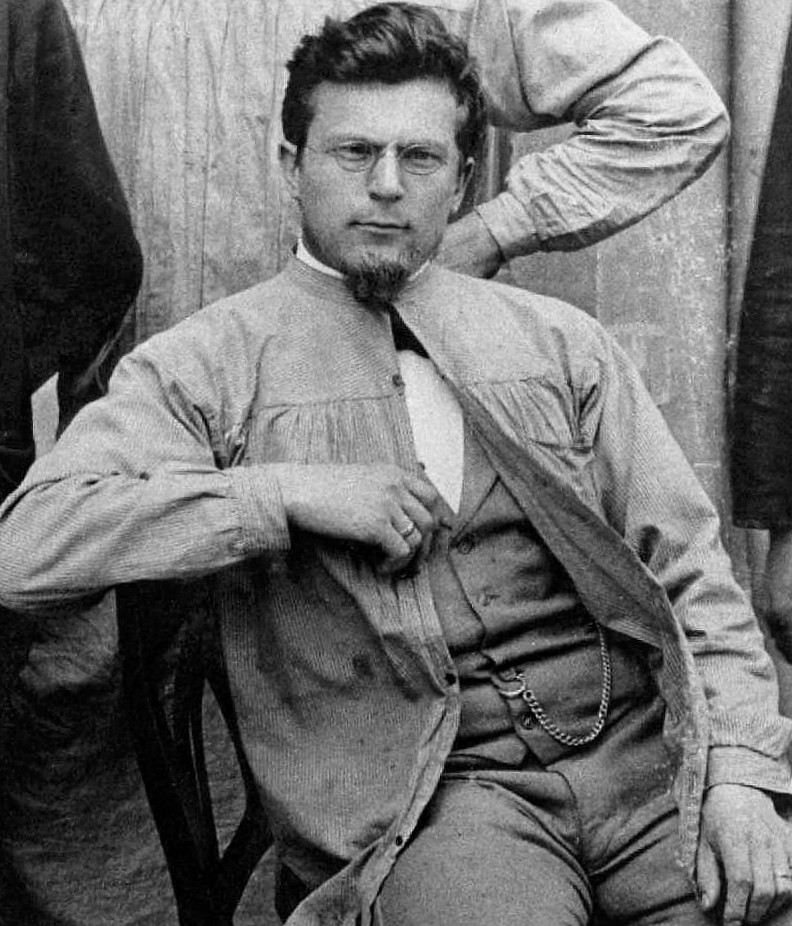
Karl Schmidt omkring 1900.

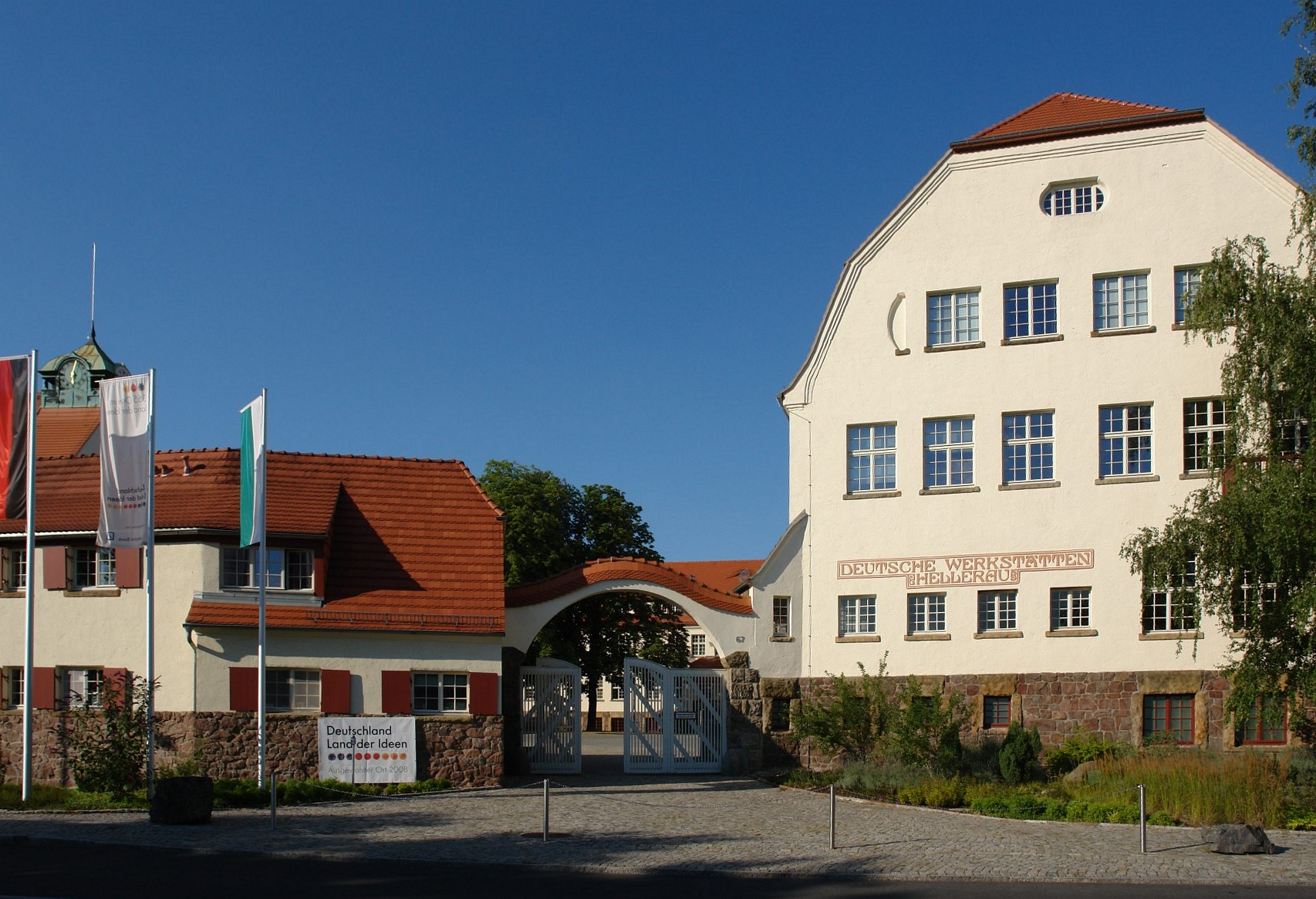
Den gamla fabriken från 1910.

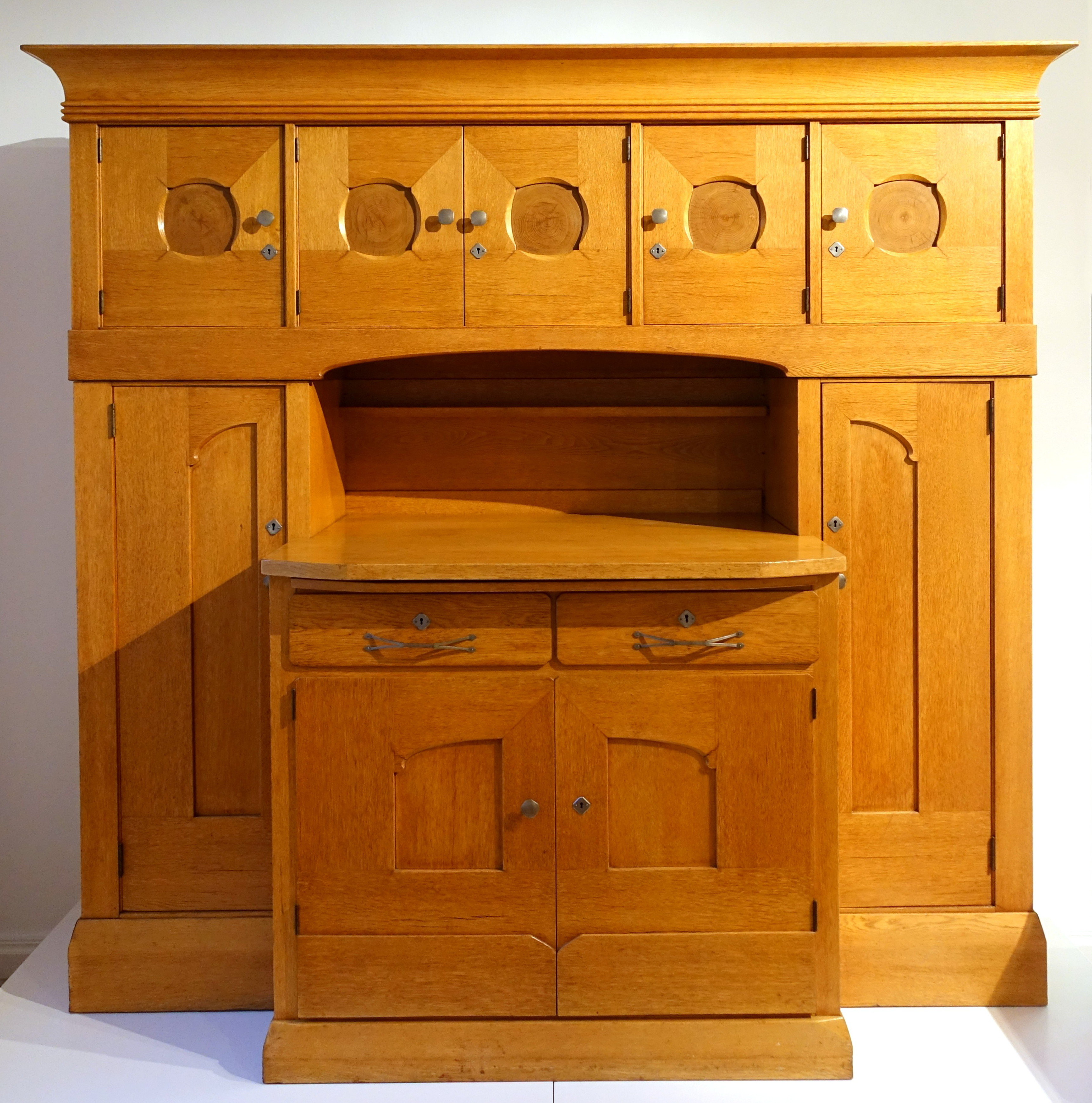
Skänk tillverkad av Deutsche Werkstätten och formgiven av Richard Riemerschmid 1902.

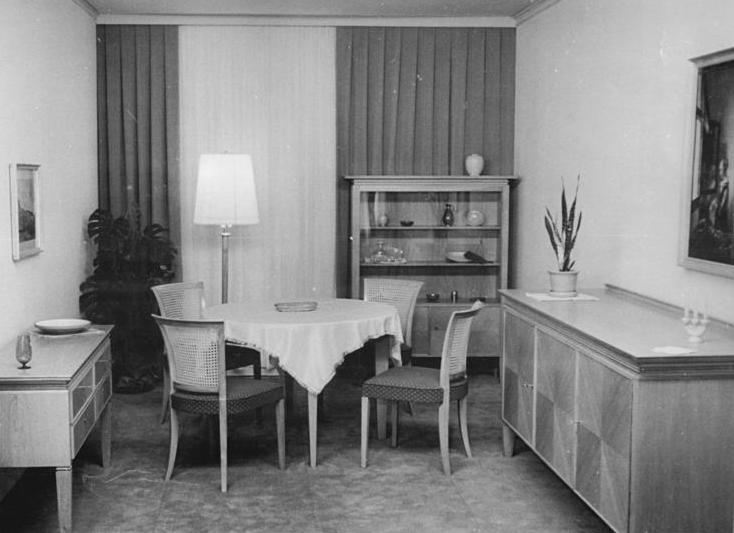
Vardagsrum ur programmet "Die wachsende Wohnung", 1954.

Företaget grundades den 1 oktober 1898 i Dresden av Karl Schmidt (1873-1948) som var möbelsnickare utbildat i bland annat Köpenhamn, Karlskrona, Göteborg och London. Tillsammans med två partner startade han firman Dresdner Werkstätten für Handwerkskunst Schmidt und Engelbrecht. 1907 slogs företaget samman med Werkstätten für Wohnungseinrichtung München och bildade Deutsche Werkstätten für Handwerkskunst GmbH, Dresden und München. 
År 1910 flyttade verksamheten till sin nya fabriksbyggnad gestaltad i tidig tysk modernism av arkitekt Richard Riemerschmid som Karl Schmidt lärt känna 1902 och då anlitade som möbelformgivare. Riemerschmid gav fabrikskomplexet planformen som påminde om en skruvtving. Det skulle symbolisera möbeltillverkningen och garantera goda belysningsförhållanden i fabrikslokalerna.
Då sysselsatte man 450 anställda som i anslutning till fabriken fick bo i rymliga lägenheter, vilket skulle främja arbetslusten. Schmidt hade sociala ambitioner och var anhängare av Lebensreform-rörelsen. Han uppmuntrade sina anställda att engagera sig i kultur och hantverk. Konstnärerna, vilka formgav företagets möbler, lät han delta i omsättningen. Kring fabriken uppstod efter Riemerschmids ritningar ett helt samhälle med bostäder, marknadsplats, skola och badhus som kom att bli Dresdens förort Hellerau, Tysklands första trädgårdsstad.
Företaget växte och ombildades 1913 till ett aktiebolag som nu hette Deutsche Werkstätten - AG. För att klara ekonomiska svårigheter efter första världskriget satsade man på produktion av prefabricerade trähus och inredningar till passagerarfartyg. Under andra världskriget byggde man trädetaljer för rustningsindustrin, bland annat flygplansdelar för Heinkel He 162. Den ordinarie personalen, som var inkallad till krigstjänst, ersattes av krigsfångna från Frankrike och Ryssland samt av tvångsarbetare.
Efter andra världskriget upplöstes aktiebolaget och 1951 förstatligades företaget av DDR. Därefter var man Volkseigener Betrieb (VEB) under namnet Deutsche Werkstätten Hellerau. 1967 började verkstäderna masstillverkning av Möbelprogramm Deutsche Werkstätten (MDW), ett modulsystem som förblev i produktion till 1991. Från 1970 var Hellerau huvudfabriken för Volkseigener Betrieb Möbelkombinat Hellerau, en industriell grupp av olika möbeltillverkare i Östtyskland.
Efter Tysklands återförening 1990 ombildades företaget och privatiserades av Treuhandanstalt. Man sysselsatte 80 personer och fokuserade på offentliga uppdrag. I början av 2000-talet hade Deutsche Werkstätten Hellerau över 200 medarbetare över hela världen, med utländska dotterbolag och säljare i Ryssland, England och Frankrike. Fokus ligger på planering, gestaltning och bygget av exklusiva inredningar. År 2006 flyttade tillverkningen in i sin nya fabriksbyggnad som ligger vid Moritzburger Weg 67, mittemot ursprungsfabriken som idag, tillsammans med flera andra äldre fabriksbyggnader på området, är en plats för kulturell verksamhet. Anläggningen är ett tekniskt byggnadsminne.

### Maskinmöbler
Från och med 1903 tillverkade Deutschen Werkstätten så kallade Maschinenmöbel som framtagits i samarbete med arkitekt Richard Riemerschmid. Det var möbler som produceras maskinellt i serie och som för platssparande transport kunde plockas ner i delar, en sorts tidiga ”platta paket” och Ikeas föregångare. Möblerna bestod av standardiserade element som sinsemellan var kombinerbara. De var billiga och sammansättningen var enkel och klarades av kunden själv. Produkterna var av hög kvalitet medan formgivningen enkel och funktionell. 1906 presenterade företaget världens första maskinmöbel-program. Programmet vidareutvecklades och andra formgivare bidrog med nya idéer, bland dem Bruno Paul. Under namn som Das Deutsche Hausgerät, Die billige Wohnung och Die wachsende Wohnung existerade maskinmöblerna till långt in på 1960-talet (då som folkägt företag i DDR).